# Draco obscurus
Espèce

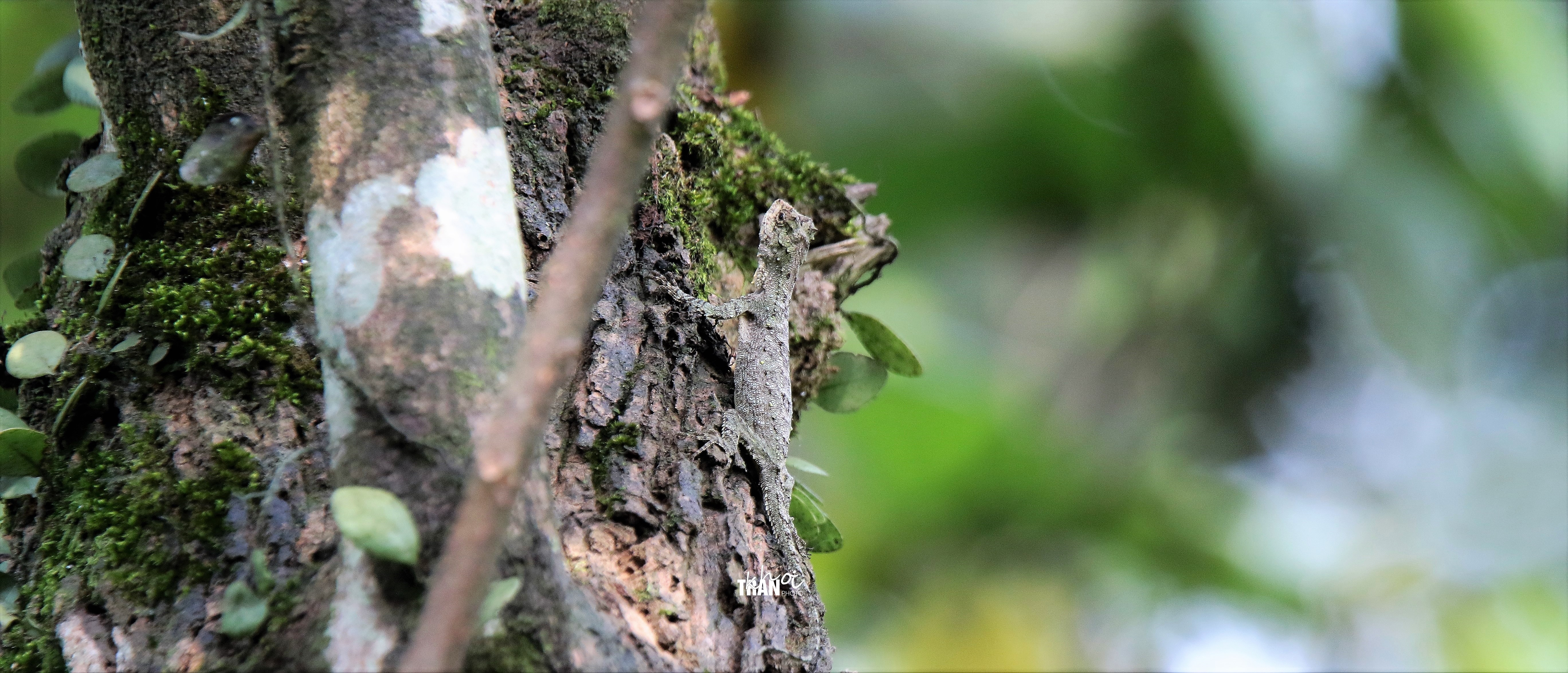
Draco obscurus

Draco obscurus est une espèce de sauriens de la famille des Agamidae.

## Répartition
Cette espèce est endémique d'Indonésie. Elle se rencontre à Sumatra, au Kalimantan et aux Mentawei.

## Liste des sous-espèces
Selon The Reptile Database (20 avril 2012) :
- Draco obscurus obscurus Boulenger, 1887 de Sumatra et Kalimantan
- Draco obscurus laetepictus Hennig, 1936 des Mentawei

## Publications originales
- Boulenger, 1887 : Catalogue of the Lizards in the British Museum (Nat. Hist.) III. Lacertidae, Gerrhosauridae, Scincidae, Anelytropsidae, Dibamidae, Chamaeleontidae. London, p. 1-575 (texte intégral).
- Hennig, 1936 : Revision der Gattung Draco (Agamidae). Temminckia, Leiden, vol. 1, p. 153-220.